# Tirtomoyo (Tirtomoyo)
Tirtomoyo is een bestuurslaag in het regentschap Wonogiri van de provincie Midden-Java, Indonesië. Tirtomoyo telt 4828 inwoners (volkstelling 2010).